# DinoCity
DinoCity, conhecido no Japão como Dinowars Kyōryū Ōkoku e no Daibōken (ダイナウォーズ 恐竜王国への大冒険) é um jogo eletrônico de plataforma desenvolvido e publicado pela Irem Corporation para o Super Nintendo Entertainment System em 1992, inspirado no filme Adventures in Dinosaur City.

## Recepção
Em geral, DinoCity foi bem recebido pelos críticos. O jogo mantém uma pontuação média de 69% no agregador de críticas GameRankings. A Electronic Gaming Monthly ficou impressionada com os gráficos "coloridos" do jogo e os designs dos personagens "fofos", afirmando que "parece voltado para crianças, mas os adultos também podem brincar". No entanto, a revista concluiu que "embora [o jogo] tenha um dos melhores papéis de parede do SNES, o tema não é nada estimulante enquanto o ritmo permanece preso no melado [...] a execução geral deste título foi mais legal do que deveria ser." A GamePro também declarou que "os gráficos coloridos em estilo de desenho animado criam uma atmosfera antiga e bem-humorada [...] tematicamente, o jogo parece voltado para os mais jovens". Apesar de seu público-alvo, a revista ainda o considerou desafiador o suficiente para "aventureiros intermediários". A Nintendo Power elogiou os gráficos "coloridos e muito detalhados" do jogo e a música "muito boa", mas considerou a experiência geral "um pouco difícil para jogadores iniciantes".
Uma análise mais contemporânea de DinoCity do site Allgame disse que é "um jogo (relativamente) desafiador e interessante com uma variedade de níveis incompreensível." Os gráficos vibrantes do jogo foram mais uma vez mencionados, com o site os chamando de "não apenas adoráveis, [mas] sofisticados também. Os planos de fundo variam muito de nível para nível e os personagens são bem animados e desenhados de forma semelhante a desenhos animados. Além disso, o jogo é colorido ao extremo." A IGN colocou o jogo em décimo lugar em sua lista de "Top 10 Jogos Pré-Históricos" em fevereiro de 2007, afirmando que "Se você nunca teve a chance de jogar DinoCity no SNES, nós nos sentimos mal por você."
A Entertainment Weekly deu ao jogo uma not B+ e escreveu que "Com um réptil abanando o rabo saído de Super Mario World, os homens das cavernas reminiscentes dos Flintstones e um cenário repleto de perigos popularizado por incontáveis jogos de ação, a maioria as crianças vão achar DinoCity instantaneamente familiar. Se eles vão gostar ou não, vai depender de sua tolerância para personagens fofinhos (neste caso, um menino pequeno e seu amigo dinossauro) e um ritmo mais pensativo do que frenético. DinoCity é o cartucho introdutório perfeito para alunos do jardim de infância, uma breve estação de inocência antes de descobrirem as alegrias do armamento pesado dos jogos eletrônicos." A Super Gamer deu uma pontuação geral de 78%, afirmando: "Um jogo de plataforma com gráficos elegantes e muita jogabilidade, mas muito fácil."